# Schistura callichromus
Schistura callichromus är en fiskart som först beskrevs av Zhu och Wang, 1985.  Schistura callichromus ingår i släktet Schistura och familjen grönlingsfiskar. IUCN kategoriserar arten globalt som otillräckligt studerad. Inga underarter finns listade i Catalogue of Life.